# Херцеговина
| Херцеговина в Босна и Херцеговина (ляво) и Черна гора (дясно) |
| Херцеговина в Босна и Херцеговина (ляво) и Черна гора (дясно) |

Херцеговина е историко-географска област в западната част на Балканския полуостров.
Тя включва южната част на Босна и Херцеговина и северозападната част на Черна гора (наричана Стара Херцеговина). Води името си от средновековното Херцогство на Свети Сава. Към Херцеговина не спада тясната ивица земя по крайбрежието (до първите планински възвишения), която е част от Далмация.

## География
В рамките на Херцеговина се намира микрорайонът Северна Херцеговина (или Горна Херцеговина).